# Coloring Book
Coloring Book è il terzo mixtape del rapper statunitense Chance the Rapper, pubblicato il 13 maggio 2016. Il mixtape è prodotto, tra gli altri, anche dal suo gruppo The Social Experiment e da Kanye West. L'album vanta diverse collaborazioni, tra le maggiori quelle di Kanye West, Young Thug, Francis and the Lights, Justin Bieber, Kirk Franklin e il Chicago Children's Choir.
Pubblicato il 13 maggio 2016, Coloring Book è stato distribuito esclusivamente tramite Apple Music, prima di essere distribuito anche su altri servizi di streaming due settimane dopo. È stato il primo album a entrare nella Billboard 200 solamente con lo streaming, raggiungendo l'ottava posizione, mentre nel frattempo raccoglie sempre più consensi da parte della critica che ne apprezza la fusione tra hip hop e suoni gospel. Ha ricevuto una nomination come miglior album rap ai Grammy Awards 2017. Diviene così anche il primo album distribuito solamente in streaming a ricevere una nomination ai Grammy e il primo a vincere uno di tali premi, quello per il miglior album rap del 2016.

## Background
Come per i suoi precedenti mixtape, 10 Day e Acid Rap, la copertina dell'album è stata disegnata dall'artista di Chicago Brandon Breaux, che ha ripreso Chance the Rapper mentre tiene in braccio sua figlia (che non appare nella cover dell'album) al fine di catturare l'espressione facciale del rapper.
L'album ha ricevuto critiche positive sia dal critico musicale del Financial Times Ludovic Hunter-Tilney, sia da Christopher R. Weingarten di Rolling Stone.

## Pubblicazione, ricezione e successo commerciale
| Recensione           | Giudizio |
| -------------------- | -------- |
| AllMusic             | [ 7 ]    |
| The A.V. Club        | A−       |
| Chicago Tribune      | [ 9 ]    |
| Pitchfork            | [ 10 ]   |
| Entertainment Weekly | A−       |
| The Irish Times      | [ 12 ]   |
| NME                  | [ 13 ]   |
| Rolling Stone        | [ 6 ]    |
| Spin                 | [ 14 ]   |
| Vice                 | A        |

La data di pubblicazione di Coloring Book è stata rivelata al Tonight Show presentato da Jimmy Fallon dopo la performance di Chance the Rapper, che il 6 maggio canta Blessings (Reprise). Il 12 maggio seguente, il mixtape è pubblicato esclusivamente sul servizio di streaming Apple Music e nello stesso giorno esce il secondo singolo dell'album No Problem; il primo singolo, Angels, era stato pubblicato il 27 ottobre 2015. Nella sua prima settimana, il mixtape debutta alla posizione numero otto della Billboard 200 in seguito a 57,3 milioni di visualizzazioni in streaming delle sue canzoni che Billboard ha equiparato a 38.000 album. Diviene il primo album ad entrare nella Billboard 200 solamente con lo streaming. Il mixtape è rimasto disponibile solamente su Apple Music fino al 27 maggio 2016, quando è stato pubblicato anche su altri servizi di streaming.
Coloring Book ha ricevuto grandi consensi da parte della critica. Metacritic gli assegna una valutazione di 90/100 basata su 20 recensioni. AnyDecentMusic? assegna all'album un punteggio di 8.2/10, Entertainment Weekly da all'opera di Chance the Rapper un A-, Pitchfork assegna a Coloring Book 9.1/10, positive anche le recensioni di Rolling Stone, che da all'album 4 stelle su 5, e di AllMusic che assegna una valutazione di 4 stelle e mezzo su 5.
Alla fine del 2016, Coloring Book appare su diverse liste di critici come uno dei migliori album dell'anno. Secondo Metacritic, è il quinto album più votato del 2016. Secondo Rolling Stone, quello di Chance è il terzo album dell'anno e anche Chicago Tribune, Complex, Consequence, NME e Pitchfork lo inseriscono nelle loro liste tra i migliori dieci album dell'anno.

## Tracce
1. All We Got (featuring Kanye West & Chicago Children's Choir) – 3:23 – Kanye West, The Social Experiment
2. No Problem (featuring Lil Wayne & 2 Chainz) – 5:05 – Brasstracks
3. Summer Friends (featuring Jeremih & Francis and the Lights) – 4:50 – Francis and the Lights
4. D.R.A.M. Sings Special – 1:41 – The Social Experiment, Ware
5. Blessings – 3:41 – The Social Experiment
6. Same Drugs – 4:17 – The Social Experiment, Lido
7. Mixtape (featuring Young Thug & Lil Yachty) – 4:52 – CBMIX, Stix
8. Angels (featuring Saba) – 3:26 – The Social Experiment, Lido
9. Juke Jam (featuring Justin Bieber & Towkio) – 3:39 – Rascal, Cottontale
10. All Night (featuring Knox Fortune) – 2:21 – Kaytranada
11. How Great (featuring Jay Electronica & My Cousin Nicole) – 5:37 – The Social Experiment
12. Smoke Break (featuring Future) – 3:46 – Garren Sean
13. Finish Line / Drown (featuring T-Pain, Kirk Franklin, Eryn Allen Kane & Noname) – 6:46 – The Social Experiment
14. Blessings (Reprise) (featuring Ty Dolla Sign, Raury, BJ the Chicago Kid & Anderson Paak) – 3:50 – The Social Experiment, Cam O'bi

## Classifiche

### Classifiche settimanali
| Classifica (2016)         | Posizione massima |
| ------------------------- | ----------------- |
| Canada                    | 20                |
| Irlanda                   | 83                |
| Norvegia                  | 32                |
| Stati Uniti               | 8                 |
| US Catalog Albums         | 13                |
| US Top Rap Albums         | 6                 |
| US Top R&B/Hip-Hop Albums | 9                 |
| Svezia                    | 56                |

### Classifiche di fine anno
| Classifica (2016)         | Posizione massima |
| ------------------------- | ----------------- |
| Stati Uniti               | 72                |
| Classifica (2017)         | Posizione massima |
| Stati Uniti               | 33                |
| US Top Rap Albums         | 18                |
| US Top R&B/Hip-Hop Albums | 21                |